# 제46회 카를로비바리 국제 영화제
제46회 카를로비바리 국제 영화제는 2011년 7월 1일에 열린 시상식이다.

## 수상 및 후보

### 대상(장편)
- 레스터레이션 - 요시 마드모니 수상

### 심사위원특별상(장편)
- 집시(영어판) - 마틴 슐리크 수상

### 감독상(장편)
- 할리데이 바이 더 씨 - 파스칼 라바테 수상

### 여우주연상(장편)
- 크랙스 인 더 쉘 - 스티네 피셔 크리스텐센 수상

### 남우주연상(장편)
- 컬래버레이터 - 데이빗 모스 수상

### 심사위원특별언급(장편)
- 집시(영어판) - 잔 미지가르 수상
- 룸 304 - 조셀린 푸크 수상

### 다큐멘터리상(30분이하)
- 데클러레이션 오브 이모텔러티 - 마르신 코즈잘카 수상

### 다큐멘터리상(30분이상)
- 더 굿 라이프 - 에바 물바드 수상

### East of the West부문(장편)
- 펑크스 낫 데드 - 블라디미르 블라즈브스키 수상
- 빌디비어 - 아메드 이마모빅
- 제너레이션 P - 빅토르 긴즈버그
- 고슴도치 조지 - 부이텍 바브슈칙 외 2명
- 하트스 부메랑 - 니콜라이 콤메리키
- Marija's Own - zeljka Sukova
- 엄마의 천국 - 악탄 압디칼리코프
- Nothing Against Nothing - 페트르 마렉
- 솔트 화이트 - 케테반 마차바리아니
- 스니커즈 - 이반 블라디미로브
- 데어 워즈 네버 어 베러 브라더 - 무라드 이브라김베코브
- 비져블 월드 - 피터 크리스투펙

### East of the West부문(심사위원 특별언급)
- 제너레이션 P - 빅토르 긴즈버그 수상

### 관객상
- 니키스 패밀리 - 마체 미낙 수상

### 쿠르드 영화 초점
- 크랙스 인 더 쉘 - 크리스찬 슈뵈초브 수상
- 로미오 일레븐 - 이반 그르보비치 수상
- 돈 키호테 상(FICC): 집시 - 마틴 슐리크 수상
- 돈 키호테 특별언급: 롤리팝 몬스터 - 지스카 리만 수상
- FEDEORA 상: Marija's Own - zeljka Sukova 수상
- NETPAC 상: 원스 어폰 어 타임 인 아나톨리아 - 누리 빌게 제일란 수상
- 유로파 시네마 레이블 상: 집시 - 마틴 슐리크 수상

### 유럽영화상
- 컬래버레이터 - 마틴 도노반 수상

### 영화제 위원장상
- 주디 덴치 수상

### 카를로비바리 상
- 고란 브레고비치 수상
- 존 터투로 수상

### 공식부문-경쟁
- 베두인 - 이고르 볼로신
- 컬래버레이터 - 마틴 도노반
- 크랙스 인 더 쉘 - 헤이드 슈뵈초브
- 돈 비 어프레이드 - 몽소 아르멘다리즈
- 집시(영어판) - 마틴 슐리크
- 헤리티지 - 안드레이 바란스키
- 할리데이 바이 더 씨 - 파스칼 라바테
- 더 주얼 - 안드레아 몰라이올리
- 롤리팝 몬스터 - 지스카 리만
- 레스터레이션 - 요시 마드모니
- 로미오 일레븐 - 이반 그르보비치
- 룸 304 - 버짓 스테어모즈

### 프록시마 경쟁
- 더 스톤 - 알베르토 고리티베레아
- 제인 에어 - 캐리 후쿠나가
- 로렌티아 - 마티우 L. 데니스 외 1명
- 미드나잇 인 파리 - 우디 앨런
- 섬웨어 투나잇 - 마이클 디 지아코모

### 다큐멘터리 경쟁부문
- 썬 플라워 아워 - 아론 휴스턴 수상
- 히 - 사샤 마티제빅
- 아이 띵크 잇츠 레이닝 - 조슈아 무어
- 매드 바스터즈 - 브렌던 플레쳐
- 맨 위드아웃 어 셀 폰 - 사메 조아비
- 메이비 투모로우 - 마리켄 할레
- 오케이,이너프,굿바이 - 라니아 아티에
- 더 피어 - 제라드 허리
- 더 소울 오브 파일즈 - 조나단 센주얼 벌리
- 스트레인저 씽즈 - 론 이얄 외 1명
- 푸주한과 그의 아내 - 가오숑지에
- 주말 - 앤드류 헤이

### 수평선부문
- 아랍 어트랙션 - 안드레아 호바스 외 1명
- 엣 더 엣지 오브 러시아 - 미할 마르차크
- 더 브리티쉬 가이드 투 쇼잉 오프 - 제스 벤스톡
- 더 캄 - 페르난도 빌체즈 로드리게즈
- 클레즈 - 마르티나 카를스테트
- 다윈 - 닉 브랜데스티니
- 데클러레이션 오브 이모텔러티 - 마르신 코즈잘카
- 디트로이트 빌 소바주 - 플로렝 틸론
- 더 굿 라이프 - 에바 물바드
- I Walked Through Fire You Were With Me - As perejau ugni 외 1명
- Natasha - Anja Strelets
- 디 아더 에프 워드 - 안드레아 블로그런드
- 로 메테리얼 - 히스토스 카라케펠리스
- Solar Eclipse - 마틴 마레첵
- 어 톨 맨 - 제니 펠토넨
- 우먼 위드 카우즈 - 피터 겔데헤그

### 독립영화 포럼부문- 알란 루돌프 헌정
- 검은 비너스 - 압델라티프 케시시
- 불헤드 - 마이클 R. 로스컴
- 엘레나 - 안드레이 즈비아긴체프
- 더 파더레스 - 마리 크로이처
- 하베무스 파팜 - 난니 모레티
- 더 키드 위드 어 바이크 - 장 피에르 다르덴
- 르 아브르 - 아키 카우리스마키
- 머조러티 - 세렌 유스
- 씨민과 나데르, 별거 - 아쉬가르 파라디
- 원스 어폰 어 타임 인 아나톨리아 - 누리 빌게 제일란
- 피나 - 빔 벤더스
- 포스트 모템 - 파블로 라라인
- 더 솔트 오브 라이프 - 지아니 디 그레고리오
- 스킨 아이 리브 인 - 페드로 알모도바르
- 특권층의 고독 - 사베리오 코스탄조
- 스탑드 온 트랙 - 안드레아스 드레센
- 섭머린 - 리처드 아요데
- 밤 이야기 - 미셸 오슬로
- 트리 오브 라이프 - 테렌스 맬릭
- 토리노의 말 - 벨라 타르
- 티라노사우르스 - 패디 콘시딘
- 언더커렌트 - 아르니 올라푸르 아스게이르손
- 우리의 신념 - 마리오 마르토네
- 윈 윈 - 토마스 맥카시

### 비평가 추천부문
- 베어 아일런즈 - 마틴 리세비
- 콜 인더 소울 - 마틴 듀섹 외 1명
- 파이터 - 아미르 바-레브
- In the Lands of Silence /Nikolai and Ludmila/ - Zdenek N. Brickovsky
- Love in the Grave - David Vondracek
- 매치메이킹 메이어 - 에리카 흐니코바
- The Mexican Suitcase - Trisha Ziff
- 씨어터 스바보다 - 야쿱 헤이나

### 프라하 단편영화제 부문
- 어택 더 블록 - 조 코니쉬
- 한나 - 조 라이트
- 호보 위드 어 숏건 - 제이슨 에이즈너
- 신트 - 딕 마스
- 트롤 헌터 - 안드레 외브레달
- 여자 갓빠 - 이마오카 신지

### 벨기에 영화 초점
- 더 케이지 - 아드리안 시타루
- 아이 러브 루시 - 콜린 케네디
- 인 스페이스 - 비스라 비칫-바다칸
- 제니와 애벌레 - 이언 클락
- 심프텀즈 - 토마즈 윈스키

### 다른시선부문
- Backyard - Arni Sveinsson
- 제네시스와 레이디 제이의 발& - 마리 로지에
- 디컨스트럭팅 대드 - 스탠리 워나우
- 에르키-스벤 뛰르: 세븐 에튀드 인 픽쳐스 - 마리안 콜버
- 더 엑스트라오디너리 오디너리 라이프 오브 조세 곤잘레스 - 마이켈 씨 카를손
- 일자 - 이반 오스트로초브스키
- Komeda - A Soundtrack for a Life - Claudia Buthenhoff-Duffy
- [[비닐[테일즈 프롬 더 비엔나 언더그라운드]]] - 앤드류 스탠든 라즈
- 위 돈 케어 어바웃 뮤직 애니웨이 - 세드릭 두피르 외 1명

### 신작부문 - 유망작
- 아리랑 - 김기덕
- 태양 아래 잠든 - 알레한드로 촘스키
- 비홀드 더 램 - 존 매킬더프
- 파랑새 - 구스트 판 덴 베르게
- 호흡 - 칼 마르코빅스
- 코드 블루 - 우줄라 안토니악
- 코르포 첼레스테 - 알리체 로르와커
- 북촌방향 - 홍상수
- 죽이고 싶은 - 조원희
- 에로틱 맨 - 요르겐 레스
- 아이타 - 호세 마리아 데 오르베
- 길티 오브 로맨스 - 소노 시온
- 헤네주 - 가와세 나오미
- 히어 - 브래든 킹
- I Love You - 파벨 코스토마로브 외 1명
- 라이프 인 어 데이 - 케빈 맥도널드
- 매직 트립 - 알렉스 기브니 외 1명
- 이웃 사이 - 구스타보 타레토
- 미하엘 - 마커스 슐레진저
- 더 밀 앤 더 크로스 - 레흐 마예브스키
- 더 마운틴 - 올레 지아에베르
- 나인 뮤즈 - 존 아캄프라
- Nokas - 에릭 스코졸드재르그
- 올드 캐츠 - 세바스찬 실바 외 1명
- 아워 데이 윌 컴 - 로메인 가브라스
- 아웃사이드 사탄 - 브루노 뒤몽
- 플레이 - 루벤 외스틀룬드
- 로드 투 노웨어 - 몬테 헬맨
- 볼케이노 - 루나 루나슨

### 뮤지컬 오디세이
- 드래프트 7 - 루이자 파뷰
- 그래피타이거 - 리보르 픽사
- 롱 디스턴스 콜 - 제고즈 무스칼라
- 런어웨이 - 빅토르 캐리
- 사이런트 리버 - 안카 미루나 라자레스쿠

### 버라이어티지 선정 유럽 감독 10선
- Man About Town - Zdenek Podskalsky

### Six Close Encounters
- Almanya - Willkommen in Deutschland - 야세민 삼데렐리
- 플라워스 오브 이블 - 데이빗 듀사
- 더 하우스 - 주자나 리오바
- 킬 리스트 - 벤 웨틀리
- 킹스 로드 - 발디스 오스카즈도티르
- 옥시겐 - 한스 반 누펠
- 어 콰이어트 라이프 - 클라우디오 쿠펠리니
- 쉬 몽키스 - 리사 아쉔
- 턴 미 온, 갓대밋 - 야니케 시스타드 야콥슨
- 헬로! 하우 알 유? - 알렉산드루 마프테이

### 보더라인 필름: 최초 10년
- 아메리카 아메리카 - 엘리아 카잔
- 코맨스 월드: 엑스플로이츠 오 - 알렉스 스테이플튼
- 딥 엔드 - 예르지 스콜리모프스키
- 엘리아 카잔 아웃사이더 - 애니 트레스고트
- 유진 어몽 어스 - 피터 니드르
- 어 레터 투 엘리아 - 켄트 존스 외 1명
- 마르케타 라자로바 - 프란티섹 블라실
- 스타팅 아웃: 더 메이킹 오브 조지 스콜리모브스키 딥 엔드 - 로버트 피셔
- 택시 드라이버 - 마틴 스코세이지
- 완다 - 바바라 로든

### Imagina
- 아텐베르크 - 아디너 레이첼 창가리
- 송곳니 - 요르고스 란티모스
- 홈랜드 - 실라스 트조머카스
- 플라토스 아카데미 - 필리포스 츠토스
- 테일 52 - 알렉시스 알렉시우
- 웨이스티드 유스 - 아르기리스 파파디미트로풀 외 1명
- 스트랠라 - 파노스 H. 코트라스

### 레바논 영화
- 에이티 레터스 - 바클라프 카드른카
- 페이트플 포춘 - 이리 크레키크
- The Greatest Czechs - 로베르트 세들라체크
- 헤드-핸즈-하트 - 데이빗 자라브
- 아이덴티티 카드 - 온드레이 트로얀
- 리빙 - 바클라브 하벨
- 니키스 패밀리 - 마체 미낙
- 원 웨이 티켓 - 토마스 리호렉
- 서바이빙 라이프 - 얀 슈반크마이에르
- 너무 빨리 걷기 - 라딤 스파첵

### 제리 샤츠버그 헌정
- 지구에서의 8월 32일 - 드니 빌뇌브
- 그을린 사랑 - 드니 빌뇌브
- 마엘스트롬 - 드니 빌뇌브
- 다음층 - 드니 빌뇌브
- 폴리테크닉 - 드니 빌뇌브
- REW-FFWD - 드니 빌뇌브
- 지옥의 영웅들 - 사무엘 풀러
- 40정의 총 - 사무엘 풀러
- 네이키드 키스 - 사무엘 풀러
- 파크 로우 - 사무엘 풀러
- 픽업 온 사우스 스트리트 - 사무엘 풀러
- 화살의 질주 - 사무엘 풀러
- 충격의 복도 - 사무엘 풀러
- 철모 - 사무엘 풀러
- 티그레로:어 필름 댓 워즈 네버 - 미카 카우리스마키
- 미국의 암흑가 - 사무엘 풀러
- 마견 - 사무엘 풀러